# Prix Stripschap
Le prix Stripschap (néerlandais : Stripschapprijs) est un prix de bande dessinée remis chaque année par la société d'amateurs de bande dessinée Stripschap (nl) à un auteur pour récompenser une « contribution exceptionnelle à la bande dessinée en général à la bande dessinée néerlandaise en particulier ».
C'est la principale distinction néerlandaise pour les auteurs de bande dessinée.
Non doté, le prix consiste en une statuette en bronze et un certificat ; il est remis depuis 1980 dans le cadre du festival De Stripdagen (nl) organisé par la société. Depuis 1981, Stripschap remet également dans différentes catégories des prix annuels récompensant des albums parus dans l'année.

## Liste des lauréats
| Année | Auteur                       | Dates            |
| ----- | ---------------------------- | ---------------- |
| 2025  | Michiel van de Pol (nl)      | 1965-            |
| 2024  | Wilma van den Bosch          | 1956-            |
| 2023  | Hans van Oudenaarden (nl)    | 1959-            |
| 2022  | Aimée de Jongh               | 1988-            |
| 2021  | Gerben Valkema (nl)          | 1980-            |
| 2020  | Wasco                        | 1957-            |
| 2019  | Typex                        | 1962-            |
| 2018  | Peter van Dongen             | 1966-            |
| 2017  | Willem Ritstier              | 1959-            |
| 2016  | Maaike Hartjes               | 1972-            |
| 2015  | Marcel Ruijters              | 1966-            |
| 2014  | Fred de Heij                 | 1960-            |
| 2013  | Paul Teng                    | 1955-            |
| 2012  | Eric Heuvel                  | 1960-            |
| 2011  | Minck Oosterveer             | 1961-2011        |
| 2010  | Jesse van Muylwijck          | 1961-            |
| 2009  | Barbara Stok                 | 1970-            |
| 2008  | Erik Kriek                   | 1966-            |
| 2007  | Aloys Oosterwijk             | 1956-            |
| 2006  | Gerard Leever                | 1960-            |
| 2005  | Jan Steeman                  | 1933-2018        |
| 2004  | Mark Retera                  | 1964-            |
| 2003  | Bastiaan Geleijnse           | 1967             |
| 2003  | John Reid                    | 1968-            |
| 2003  | Jean-Marc van Tol            | 1967-            |
| 2002  | Eric Schreurs                | 1958-            |
| 2001  | Daan Jippes                  | 1945-            |
| 2000  | Willem                       | 1941-            |
| 1999  | Peter de Wit                 | 1958-            |
| 1998  | Joost Swarte                 | 1947             |
| 1997  | Peter Pontiac                | 1951-2015        |
| 1996  | Hanco Kolk                   | 1957-            |
| 1995  | Wilbert Plijnaar             | 1954-            |
| 1995  | Jan van Die                  | 1956-            |
| 1995  | Robert van der Kroft         | 1952-            |
| 1994  | Don Lawrence                 | 1928-2003        |
| 1993  | Kamagurka                    | 1956-            |
| 1992  | Hein de Kort                 | 1956-            |
| 1991  | René Windig                  | 1951-            |
| 1991  | Eddie de Jong                | 1950-            |
| 1990  | Henk Kuijpers                | 1946-            |
| 1989  | Theo van den Boogaard        | 1948-            |
| 1988  | Toon van Driel               | 1945-            |
| 1987  | Gerrit de Jager              | 1954-            |
| 1986  | Dick Matena                  | 1943-            |
| 1985  | Peter de Smet                | 1944-2003        |
| 1984  | Piet Wijn                    | 1929-2010        |
| 1983  | Peter van Straaten           | 1935-2016        |
| 1982  | Marten Toonder               | 1912-2005        |
| 1981  | Jean Dulieu                  | 1921-2006        |
| 1980  | Jan Kruis                    | 1933-2017        |
| 1979  | Jaap Vegter                  | 1932-2003        |
| 1978  | Martin Lodewijk              | 1939-            |
| 1977  | Evert Geradts et Leny Zwalve | 1943-            |
| 1976  | Hans G. Kresse               | 1921-1992        |
| 1976  | Lo Hartog van Banda          | 1916-2006        |
| 1975  | Maurice Tillieux             | 1921-1978        |
| 1975  | Jijé                         | 1914-1980        |
| 1974  | Uitgeverij Skarabee          | Maison d'édition |